# لين وودز تورنر
لين وودز تورنر (بالإنجليزية: Lynne Woods Turner)‏ هي رسامة أمريكية، ولدت في 1951.